# 扎沃里奇
50°42′20″N 31°7′58″E / 50.70556°N 31.13278°E

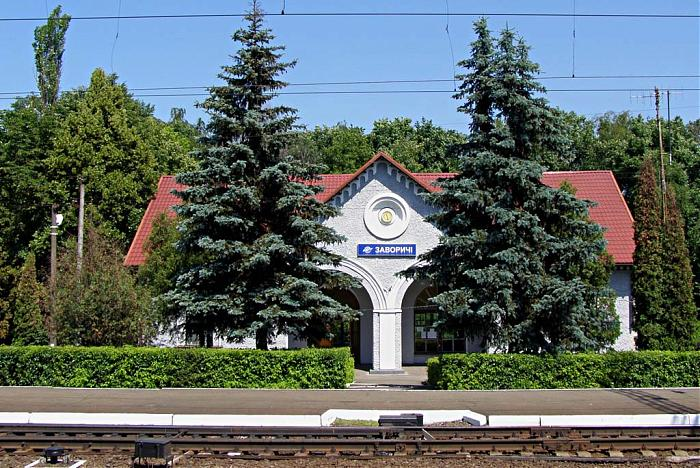

扎沃里奇（烏克蘭語：Заворичі）是位於烏克蘭北部的村莊，由基辅州布羅瓦里區的卡利塔市鎮負責管轄。該村始建於1618年，面積4.46平方公里，海拔高度109米，2001年人口2,241。